# Снігова королева (фільм, 1966)
«Снігова королева» (рос. «Снежная королева») — російський радянський повнометражний кольоровий художній фільм-казка, поставлений на Ленінградської ордена Леніна кіностудії «Ленфільм» в 1966 році режисером Геннадієм Казанським.
Прем'єра фільму в СРСР відбулася 6 листопада 1967 року.

## Зміст
Снігова королева перетворила серце Кая на крижинку, забравши хлопчика з собою. А Герда, яка всім серцем любить Кая, вирушає назустріч пригодам, щоб врятувати викраденого друга. Їй належить потрапити в палац дурнуватого короля, у лісі зустріти розбійників, а потім битися і зі Сніговою королевою, щоб звільнити від чар Кая. У пошуках улюбленого друга Герда потрапляє у замок до хитрої, підступної і водночас смішної королеви, знайомиться з лісовими розбійниками. На шляху у дівчинки буде багато перешкод до вирішальної битви зі Сніговою королевою. Та вірне серце Герди здолає всі незгоди.

## Ролі
- Валерій Нікітенко — Казкар
- Слава Цюпа — Кай
- Лена Проклова — Герда
- Євгенія Мельникова — Бабуся
- Наталя Клімова — Сніжна Королева
- Микола Боярський — Радник
- Євген Леонов — Король Ерік XXIX
- Ірина Губанова — Принцеса
- Георгій Корольчук — Принц
- Ольга Вікландт — Атаманша
- Ера Зіганшина — маленька розбійниця
- Андрій Кострічкин — Домовик
- Віра Титова — Чорнильниця
- Олексій Консовський — голос Оленя (озвучування)

## В епізодах
- Олександр Афанасьєв — розбійник
- Михайло Васильєв — розбійник
- Герман Лупекін — епізод
- Л. Мартинов — епізод
- З. Моньковський — епізод
- Анатолій Столбов — розбійник
- В. Фромгольдт — епізод

## Знімальна група
- Сценарій — Євгенія Шварца
за мотивами казки Г. Х. Андерсена
- Постановка — Геннадія Казанського
- Головний оператор — Сергій Іванов
- Головний художник — Борис Бурмістров
- Режисер — Н. Русланова
- Оператор — Вадим Грамматиков
- Композитор — Надія Симонян
- Звукооператор — Анна Волохова
- Текст пісень — Євген Шварц, Соломон Фогельсон
- Редактор — Ірина Тарсанова
- Монтажер — І. Новожилова
- Художники по костюмах — А. Вагін, Є. Яковлєва
- Художник-декоратор — А. Шкеле
- Художники-гримери — Р. Кравченко, Б. Соловйов
- Комбіновані зйомки:
Оператор — М. Покровський
Художник — Юрій Боровков
- Мультиплікатори — Н. Федоров, М. Рудаченко, Є. Петрова
- Асистенти режисера — А. Бурмістрова, Ліліана Маркова, А. Марнова
- Асистенти оператора — Е. Вохрін, Л. Полікашкін
- Симфонічний оркестр Ленінградського Академічного театру опери та балету імені С. М. Кірова
Диригент — Віктор Федотов
- Директор — Поліна Борисова

## Нагороди
- Приз «Золотий орел» муніципалітету столиці Колумбії Боготи найкращому молодіжному фільму і премія Олені Проклової за найкраще виконання жіночої ролі (1970);
- Приз МГК ВЛКСМ «Алая гвоздика» Олені Проклової на Всесоюзному тижні дитячого фільму за участь у фільмі (1967).

## Релізи (VHS\DVD)
У Росії в 1990-і роки фільм випускався на відеокасетах студією «48 годин». Пізніше було перевипущено на VHS та DVD компанією «Ленфільм Відео».
У 2001 році фільм відреставрований і випущений на DVD дистриб'ютором «Russian Cinema Council» в Росії, СНД, Європі та Азії в системі PAL; в США та Канаді — в системі NTSC.
Технічні дані:
- Зображення: кольорове, повноекранний формат (16:9), PAL (Росія, СНД, Європа і Азія) / NTSC (США, Північна і Латинська Америка, Японія)
- Звукові доріжки (Дубляж): російська, англійська і французька у форматі Dolby Digital 5.1
- Субтитри: російські, англійські, французькі, італійські, іспанські, португальські, німецькі, голландські, шведські, арабські, іврит, японські, китайські
- Мови меню: російська, англійська, французька
- Додатково:
  - фільмографії
  - фотоальбом
  - Інтерв'ю Геннадія Казанського (з англійськими, французькими, голландськими, іспанськими та італійськими субтитрами)

Пізніше фільм також випущений на DVD кінооб'єднання «Крупний план».
16 червня 2011 року перевиданий на DVD дистриб'ютором «Парадиз медіа».